# 塔亞河畔拉鎮
塔亞河畔拉鎮（德语：Laa an der Thaya）是奧地利的城鎮，位於該國東北部塔亞河畔，由下奧地利州負責管轄，面積72.89平方公里，海拔高度183米，鎮上的水療設施於2002年啟用，2012年人口6,185。

## 外部連結
- Laa an der Thaya, Austria. （页面存档备份，存于） PlanetWare - Your Unlimited Travel Guide to the World.
- Das Land um Laa. In German.